# Þorsteinn Þorfinnsson
Þorsteinn Þorfinnsson (Thorstein Thorfinnsson, apodado el Justo, nórdico antiguo: hinn fagri), fue un vikingo y bóndi de  Norður-Múlasýsla en Islandia. Es un personaje del siglo IX que aparece la saga Þorsteins hvíta, donde rivaliza con el goði Þorsteinn Ólvirsson, por el amor de una mujer, Helga. También aparece como protagonista en la saga Vápnfirdinga.